# Vitvingad lärka
Vitvingad lärka (Alauda leucoptera) är en lärka som förekommer i Centralasien. Den häckar på stäpp, hedar och slättmark från öster om Svarta havet österut till västligaste Kina. Vintertid flyttar den något västerut till norr om Svarta havet. Tillfälligt har den setts i Västeuropa, i bland annat Sverige, Norge och Finland. Arten minskar i antal till följd av habitatförstörelse, men anses ändå vara livskraftig. Tidigare placerades den i släktet Melanocorypha men förs idag till Alauda efter studier som visar att den står nära sånglärkan genetiskt.

## Utseende och läte
Arten är robust och mäter i genomsnitt 17–19 centimeter och har ett vingspann på cirka 35 centimeter. Båda könen väger som adulta ungefär 44 gram. I flykten är den omisskännlig på grund av dess slående mönster på vingarna med svarta handpennor, vita armpennor och rostbruna fjädertäckare. På undersidan är fjädertäckarna istället gråa. Den vita bakkanten på vingen gör att vingen ser smalvingad ut mot en ljus himmel. Kroppen är streckad i mörky och gråaktig på ovansidan. Könen är lika men den adulta hanen har en ostreckad rostbrun hjässa och rostbruna örontäckare. Dess sång påminner om en mer melodisk sånglärka.

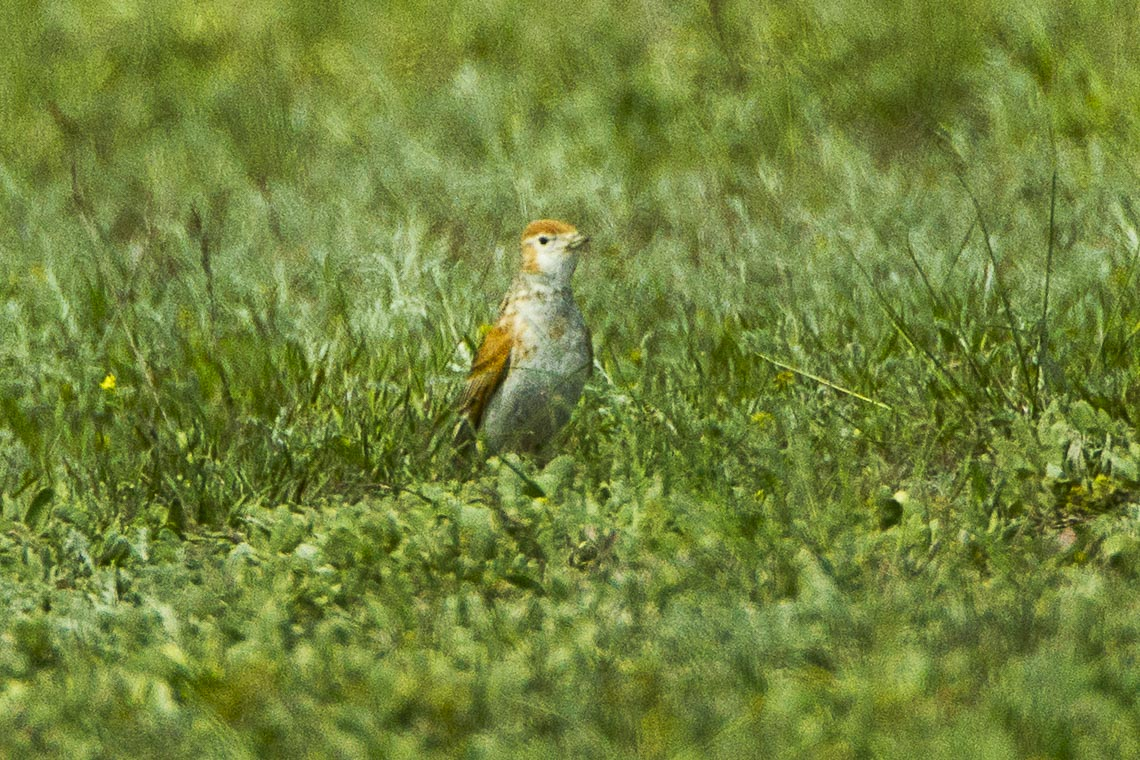
Vitvingad lärka i Kazakstan.

## Utbredning och systematik
Vitvingad lärka häckar från Kaukasus och österut över de tempererade områdena av södra Asien och Kazakstan. Delar av populationen är flyttfåglar och flyttar sydväst om vintern. Den övervintrar över ett stort område med stäpp norr om Svarta havet, i syd oregelbundet till Azerbajdzjan och mer än 50 % av dess globala vinterområden ligger i Europa. De sydvästligaste häckande populationerna, norr om Svarta havet, är stannfåglar. 
Den är en mycket sällsynt gäst i Västeuropa, med fynd i Österrike, Storbritannien, Finland, Tyskland, Norge, Spanien och Schweiz. Den har även påträffats vid två tillfällen i Sverige, 7 juli 2002 på Gotland och 20 september till 13 oktober 2010 i Västerbotten.

### Släktskap
Pallas beskrev arten som Alauda leucoptera 1811 vilket gett arten dess vetenskapliga artepitet. Gmelin beskrev en fågel redan 1789 under namnet Alauda sibirica vilket förmodligen kan ha varit vitvingad lärka, men detta är oklart och därför används inte detta vetenskapliga namn. Länge placerades den i Melanocorypha tillsammans med den ytligt sett mycket lika och förmodade närmaste släktingen mongollärka. Nyligen utförda genetiska studier visar dock att de förvånande nog inte är nära släkt och att vitvingad lärka snarare står nära sånglärkan i just Alauda. Följaktligen placeras därför arten återigen i detta släkte.

## Ekologi
Vitvingad lärka lever på torr, öppen naturstäpp, hedar och slättmark. Den placerar sitt bo på marken och lägger i genomsnitt fem till sex ägg per kull, men kullar på fyra till sju ägg förekommer. Honan ruvar äggen i cirka tolv dagar. Dess föda består av insekter och frön. Under vintern uppträder den i flockar.

## Status och hot
Habitatförstöring genom uppodling är en av de främsta hoten mot vitvingad lärka. Trots att populationen har minskat signifikant så är arten fortfarande relativt vanlig och IUCN bedömer den därför inte som hotad utan kategoriserar den som livskraftig (LC). I Europa tros 10 000 till 50 000 par häcka, vilket motsvarar 20 000 till 100 000 vuxna individer.  Eftersom Europa utgör cirka 20 % av artens utbredningsområde uppskattas världspopulationen mycket preliminärt till 100 000 till 500 000 vuxna individer.

## Namn
Fågelns vetenskapliga artnamn leucoptera betyder just "vitvingad", en latinisering av grekiska leukopteros, som i sin tur är en sammansättning av leukos ("vit") och pteron ("vinge").